# Parc national de Rokua
Le parc national de Rokua (en finnois : Rokuan kansallispuisto) est le plus petit parc national de Finlande, dans la région du Kainuu. Il se situe sur la commune de Vaala.
Le parc protège une forêt sèche autour d'une moraine sableuse dominant la plaine environnante d'environ 60 mètres. Le sol est couvert d'une espèce rare de lichen.
Le parc est bordé par la Keisarintie, la principale route postale de Finlande du XVIIe à la fin du XIXe siècle. Ce n'est plus aujourd'hui qu'une piste forestière.